# Migdone di Frigia
Migdone (in greco antico: Μύγδων ; gen.: Μύγδονος) è un personaggio della mitologia greca figlio di Acmone e padre di Corebo avuto da sua moglie Anassimene.

## Mitologia
Era un re della Frigia e condusse un'armata di guerrieri frigi contro le Amazzoni a fianco di Otreo (un altro sovrano frigio) e del re Priamo di Troia, una generazione prima della guerra troiana.
Dopo di lui, una parte degli abitanti della frigia prese il nome di Migdoni o Migdoniani.